# 대구광역시의회의원 목록
다음은 대구광역시의회의원 33명 명단이다.

## 의원 목록
| 선거구           | 이름   | 소속정당     | 관할구역                                                                         | 비고        |
| ---------------- | ------ | ------------ | -------------------------------------------------------------------------------- | ----------- |
| 중구 제1선거구   | 임인환 | 국민의힘     | 동인동, 삼덕동, 성내1동, 남산1동, 대봉1동, 대봉2동                               | 무투표 당선 |
| 중구 제2선거구   | 이만규 | 국민의힘     | 성내2동, 성내3동, 대신동, 남산2동, 남산3동, 남산4동                              |             |
| 동구 제1선거구   | 김재우 | 국민의힘     | 신암1동, 신암2동, 신암3동, 신암4동, 신암5동, 지저동, 동촌동                      | 무투표 당선 |
| 동구 제2선거구   | 박소영 | 국민의힘     | 신천1·2동, 신천3동, 신천4동, 효목1동, 효목2동                                    | 무투표 당선 |
| 동구 제3선거구   | 권기훈 | 국민의힘     | 도평동, 불로봉무동, 방촌동, 해안동, 공산동                                       | 무투표 당선 |
| 동구 제4선거구   | 이재숙 | 국민의힘     | 안심1동, 안심2동, 안심3동, 안심4동, 혁신동                                       |             |
| 서구 제1선거구   | 김대현 | 국민의힘     | 내당1동, 내당2·3동, 내당4동, 평리2동, 평리4동, 평리5동, 평리6동, 상중이동        | 무투표 당선 |
| 서구 제2선거구   | 이재화 | 국민의힘     | 비산1동, 비산2·3동, 비산4동, 비산5동, 비산6동, 비산7동, 평리1동, 평리3동, 원대동 | 무투표 당선 |
| 남구 제1선거구   | 박우근 | 국민의힘     | 이천동, 봉덕1동, 봉덕2동, 봉덕3동, 대명2동, 대명5동                              | 무투표 당선 |
| 남구 제2선거구   | 윤영애 | 국민의힘     | 대명1동, 대명3동, 대명4동, 대명6동, 대명9동, 대명10동, 대명11동                  |             |
| 북구 제1선거구   | 류종우 | 국민의힘     | 고성동, 칠성동, 침산1동, 침산2동, 침산3동, 노원동                                |             |
| 북구 제2선거구   | 김지만 | 국민의힘     | 산격1동, 산격2동, 산격3동, 산격4동, 대현동, 복현1동, 복현2동, 검단동             | 무투표 당선 |
| 북구 제3선거구   | 김재용 | 국민의힘     | 무태조야동, 관문동, 태전1동                                                      | 무투표 당선 |
| 북구 제4선거구   | 하병문 | 국민의힘     | 태전2동, 구암동, 국우동                                                          | 무투표 당선 |
| 북구 제5선거구   | 이동욱 | 국민의힘     | 관음동, 읍내동, 동천동                                                           |             |
| 수성구 제1선거구 | 정일균 | 국민의힘     | 범어1동, 범어4동, 황금1동, 황금2동                                               | 무투표 당선 |
| 수성구 제2선거구 | 조경구 | 국민의힘     | 범어2동, 범어3동, 만촌1동, 만촌2동, 만촌3동                                      | 무투표 당선 |
| 수성구 제3선거구 | 이성오 | 국민의힘     | 고산1동, 고산2동, 고산3동                                                        | 무투표 당선 |
| 수성구 제4선거구 | 전경원 | 국민의힘     | 수성1가동, 수성2·3가동, 수성4가동, 중동, 상동, 두산동                            | 무투표 당선 |
| 수성구 제5선거구 | 김태우 | 국민의힘     | 파동, 지산1동, 지산2동, 범물1동, 범물2동                                         | 무투표 당선 |
| 달서구 제1선거구 | 이영애 | 국민의힘     | 죽전동, 장기동, 용산1동, 용산2동                                                 | 무투표 당선 |
| 달서구 제2선거구 | 허시영 | 국민의힘     | 이곡1동, 이곡2동, 신당동                                                         | 무투표 당선 |
| 달서구 제3선거구 | 황순자 | 국민의힘     | 월성1동, 월성2동, 상인1동, 상인2동                                               | 무투표 당선 |
| 달서구 제4선거구 | 이태손 | 국민의힘     | 진천동, 유천동, 상인3동, 도원동                                                  |             |
| 달서구 제5선거구 | 윤권근 | 국민의힘     | 성당동, 두류1·2동, 두류3동, 감삼동                                               | 무투표 당선 |
| 달서구 제6선거구 | 전태선 | 국민의힘     | 본리동, 송현1동, 송현2동, 본동                                                   |             |
| 달성군 제1선거구 | 하중환 | 국민의힘     | 화원읍, 가창면                                                                   | 무투표 당선 |
| 달성군 제2선거구 | 김원규 | 국민의힘     | 옥포읍, 논공읍, 유가읍, 현풍읍, 구지면                                           |             |
| 달성군 제3선거구 | 손한국 | 국민의힘     | 다사읍, 하빈면                                                                   |             |
| 군위군 선거구    | 박창석 | 국민의힘     | 군위군 전역                                                                      | [ 1 ]       |
| 비례대표         | 육정미 | 더불어민주당 | 대구광역시 일원                                                                  |             |
| 비례대표         | 김정옥 | 국민의힘     | 대구광역시 일원                                                                  |             |
| 비례대표         | 박종필 | 국민의힘     | 대구광역시 일원                                                                  |             |

## 같이 보기
- 대구광역시의회